# Dècada del 1320 aC
La dècada de 1320 aC comprèn el període d'anys entre el 1329 aC i el 1320 aC, tots dos inclosos.

## Esdeveniments
- Vers 1327 aC, mort de Tutankhamon, potser enverinat, quan només tenia 18 anys. La seva vídua Ankhesenpaaton ocupa la regència i se li busca un príncep per casar-se amb ella. Zannanza, fill del rei hitita Subiluliuma I, es enviada a Egipte per l'enllaç i esdevenir rei d'aquest país; però les intrigues a la cort ho impedeixen i Zannanza fou assassinat per cortesans que imposen el matrimoni de la reina regent amb un d'ells, el visir Ay, que immediatament després de la boda es proclama faraó.
- Vers 1325 aC Després del llegendari regnat del rei Acrisi de Micenes, puja al tron el també llegendari Menelau, que farà la guerra a Troia
- Vers 1325 aC, després que la notícia de la mort de Zannanza fou coneguda al país hitita (Hatti), es va organitzar un exèrcit hitita que es va dirigir a Palestina. El general Horemheb va fer front als hitites però aquests van obtenir diverses victòries; es van fer milers de presoners egipcis però quan van arribar a Hatti van portar una epidèmia de pesta que va causar molts morts.
- Vers 1324 aC, mort del faraó Ay. Cop d'estat del general Horemheb que es proclama faraó i funda la Dinastia XIX. Es va casar amb Mutmedjemet, filla d'un descendent directe d'Amenofis II i va establir la seva capital a Tebes. Horemheb no va tardar a fer un tractat de pau amb els hitites, que també estaven interessats a causa de la debilitat temporal que els ocasionava les morts per l'epidèmia de pesta. El tractat era prou equilibrat entre les dues parts.
- Vers 1322 aC, mort de Subiluliuma I, el succeeix el seu fill Arnuwandas II.
- Vers 1320 aC, mort de Mattiwaza de Mitanni. El succeeix Shattuara I, de parentiu desconegut.
- Vers 1320 aC, mort d'alguna malaltia el rei hitita Arnuwandas II i el succeeix el seu germà Mursilis II.

## Personatges destacats
- Horemheb, general i faraó egipci
- Menelau